# Nicole Callisto
Nicole Callisto (nascida em 12 de novembro de 1987) é uma ciclista australiana que representou a Austrália nos Jogos Olímpicos de 2008, em Pequim, onde terminou em sexto lugar na prova de BMX.